# Індекс Вінера
Індекс Вінера (англ. Wiener index; число Вінера, Wiener number) — топологічний індекс неорієнтованого графа {\displaystyle G=\left\langle A,V\right\rangle }, який визначається як сума довжин найкоротших шляхів {\displaystyle d(v_{i},v_{j})} між вершинами графа:
{\displaystyle W(G)=\sum _{\forall i,j}d(v_{i},v_{j})}.
Може бути обчислений з використанням алгоритму Флойда — Воршелла за час порядку {\displaystyle O(n^{3})}.
Запропонований Гаррі Вінером 1947 року, є першим з відомих графових топологічних індексів. Часто використовується в математичній хімії і хемоінформатиці під час побудови кількісних кореляцій «структура-властивість» для графів органічних молекул, що розглядаються без атомів водню.
1988 року Боян Мохар (словен. Bojan Mohar) і Томаш Писанські запропонували ефективний алгоритм обчислення індексу Вінера для дерев.
Відомі також різні модифікації індексу, наприклад, розширений індекс Вінера.